# General Surgery
A General Surgery svéd death metal/goregrind zenekar. 1989-ben alakultak meg Stockholmban. 1991-ben feloszlottak, de 1999 óta újból aktív az együttes. Lemezkiadóik: Listenable Records. 

## Tagok
- Joacim Carlsson - gitár (1989–1990, 2007–)
- Andreas Mitroulis - dobok, ének (2002–)
- Andreas Eriksson - basszusgitár, ének (2002–2004, 2007–)
- Erik Sahlström - ének (2007–)
- Ubban Skytt - gitár (2015–)

## Diszkográfia
Stúdióalbumok
- Left Hand Pathology (2006)
- Corpus in Extremis: Analysing Necrocriticism (2009)